# Eupithecia scabrogata
Eupithecia scabrogata är en fjärilsart som beskrevs av Richard F. Pearsall 1912. Eupithecia scabrogata ingår i släktet Eupithecia och familjen mätare. Inga underarter finns listade i Catalogue of Life.

## Bildgalleri

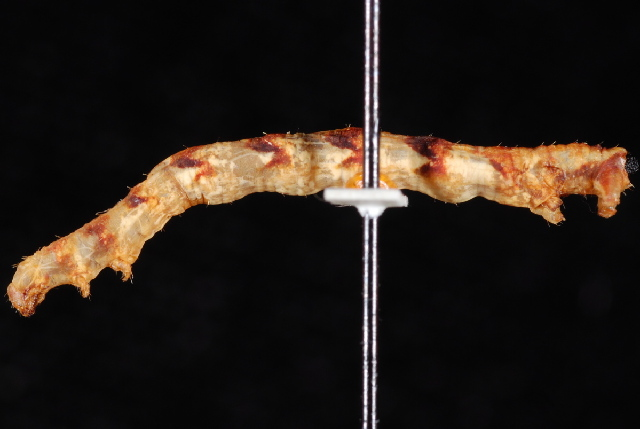